# Lapa (Rio de Janeiro)
A Lapa é um tradicional bairro da Zona Central do município do Rio de Janeiro, no Brasil. Possui uma grande variedade de bares, restaurantes, boates e pubs temáticos, que atendem a todos os gostos ao longo de suas treze ruas. Sendo conhecido como o berço da boemia carioca, na atual efervescência do bairro, quinze novos estabelecimentos foram abertos apenas em 2009. Também é famoso pela arquitetura, a começar pelo Aqueduto da Carioca, sua principal referência e cartão-postal, que foi construído para funcionar como aqueduto nos tempos do Brasil Colonial e que, desde 1896, serve como via para o bonde que liga o Centro ao bairro de Santa Teresa.
Até 1986, era um dos cinco sub-bairros do Centro, tendo sido, nesse ano, emancipado por razões culturais. O bairro nasce no final da Zona Sul, quando a Rua da Glória torna-se a Rua da Lapa. Também faz limites com o bairro de Santa Teresa e com o sub-bairro de Fátima, no Centro.

Bondes circulando sobre os Arcos da Lapa, 1955. Arquivo Nacional.

## História

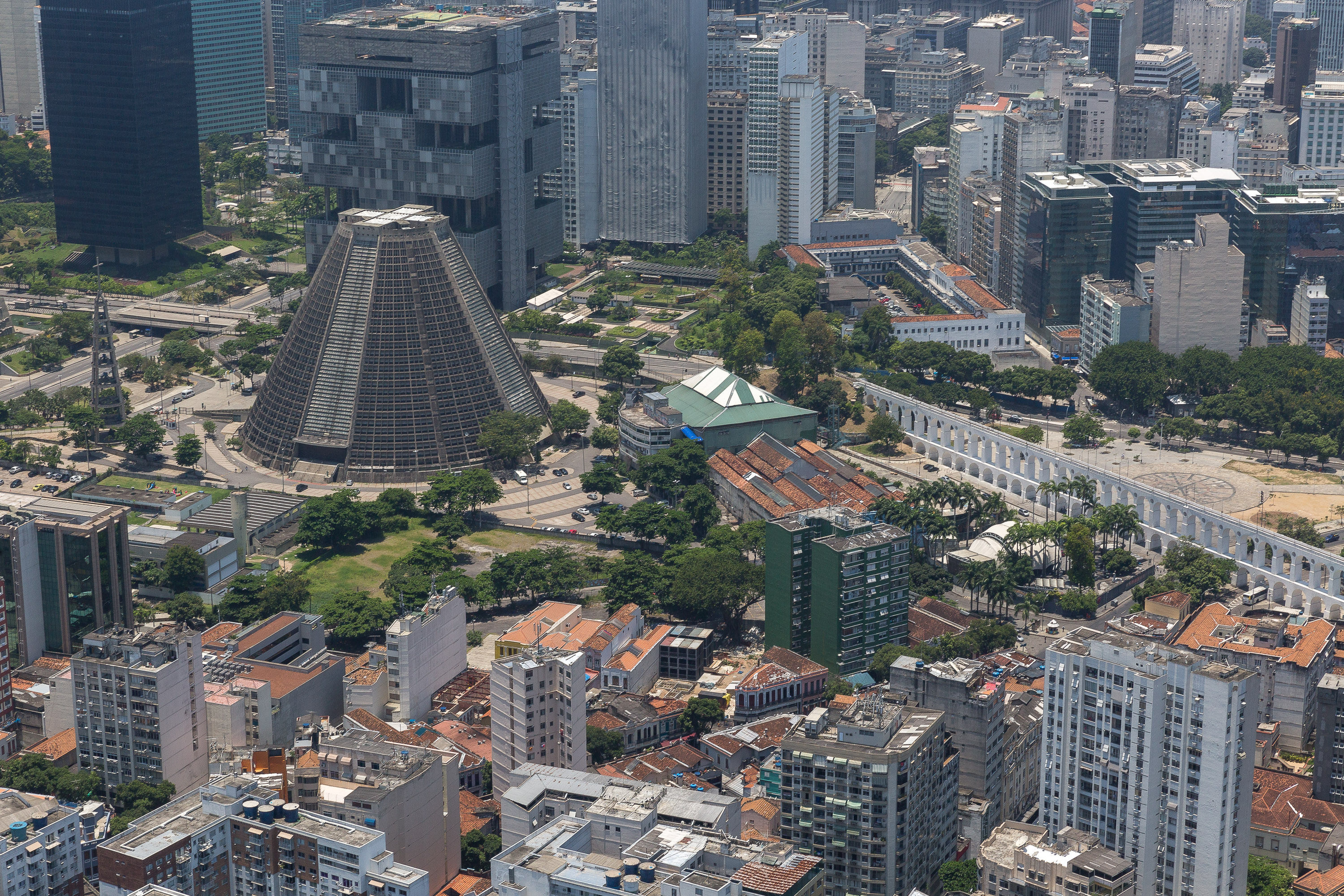
Vista aérea do bairro, destacando os Arcos da Lapa e Catedral Metropolitana de São Sebastião

### O Aqueduto da Carioca
O Aqueduto da Carioca é considerado a obra arquitetônica de maior importância do Rio Antigo e um dos principais símbolos da cidade. A imponente construção em estilo neoclássico tem 17,8 metros de altura, 270 metros de extensão e 42 arcos que ligam o bairro de Santa Teresa ao Morro de Santo Antônio. O Aqueduto da Carioca foi construído em 1723, no período do Brasil Colonial e tinha, como objetivo, conduzir a água do Rio Carioca da altura do Morro do Desterro, atual bairro de Santa Teresa, para o Morro de Santo Antônio. A obra ajudaria a resolver o problema da falta de água na cidade. Problema este que já era antigo. Os estudos para trazer as águas do Rio Carioca para a cidade começaram nos primeiros anos do século XVII, mas as obras de instalação de canos de água no Rio de Janeiro só tiveram início um século depois.

### A Vila Rui Barbosa
A Vila Rui Barbosa foi um conjunto habitacional que ocupava todo o quarteirão hoje localizado entre a Rua do Senado, a Rua dos Inválidos, a Avenida Henrique Valadares e a Travessa Dídimo. Começou a ser construída em 1890, e foi inaugurada em 1901; todavia as obras de construção da vila prosseguiram até 1912. A vila possuía 145 casas para famílias e 324 cômodos para solteiros. Conta-se que, nos andares para solteiros, exigia-se que uma família morasse na extremidade de cada corredor, a fim de manter a decência. Embora inicialmente construída com a finalidade de ser uma vila operária, acabou por servir de habitação à classe média carioca da época. Várias figuras ilustres moraram na vila, em diferentes épocas, como Heitor Villa-Lobos, Dalva de Oliveira, Herivelto Martins, Mário Lago e Silvio Santos. Após ter sido demolida na década de 70, o terreno ficou desocupado até a construção do Centro Empresarial Senado no local, atualmente alugado à empresa Petrobras.

### Moradores Famosos
- Machado de Assis e sua esposa Carolina moraram na Lapa, por 11 meses, no ano de 1874.[4] Durante o período em que residiu na Lapa, Machado de Assis escreveu o romance A Mão e a Luva.[4] O imóvel onde morou, localizado na Rua da Lapa, nº 242 (antigo nº 96),[5] foi tombado pela Prefeitura do Rio de Janeiro em 2008.[6]

- Lima Barreto morou na Rua do Lavradio. Em 2011, um busto de bronze do escritor foi instalado em um largo da Rua do Lavradio.[7]

- Heitor Villa-Lobos morou com a esposa na Rua Dídimo, nº 10, na Vila Rui Barbosa,[3] e costumava tocar piano nos bordéis da Lapa como passatempo.[8][9]

- Madame Satã chegou na Lapa em 1907, vindo de Pernambuco. Morou inicialmente na Rua Moraes e Vale, nº 27.[10]

- João do Rio morou em um casarão na Rua Gomes Freire.[11]

- Carmen Miranda morou na Rua Joaquim Silva, nº 53, de 1915 a 1925.[12][13]

- Manuel Bandeira morou na Rua Morais e Vale, nº 57, de 16 de março 1933 a 25 de março de 1942.[14]

- Candido Portinari morou na Rua Teotônio Regadas, nos anos 30.[13]

- Silvio Santos morou durante a infância e adolescência na Lapa. Quando nasceu, em 1930, a sua família morava na Travessa Bemtevi, que ficava entra a Avenida Henrique Valadares e a Rua do Senado, na Vila Rui Barbosa. Mais tarde, mudou-se com a família para a Rua Gomes Freire. Silvio Santos costumava frequentar os cinemas da Cinelândia. Entrava muitas vezes sem pagar, fazendo uso de diversas artimanhas a fim de driblar a segurança dos cinemas. Os cinemas preferidos de Silvio eram o Capitólio, o Rex, o Odeon e o Vitória. Quando adolescente, Silvio Santos conta ainda que, vez em quando, ganhava dinheiro apostando em jogos de sinuca nos bares da Lapa, onde entrava escondido, por ser menor de idade. Conhecia muito bem a competência de cada um dos jogadores habituais e aproveitava-se dos apostadores esporádicos. Fez o primário na escola Celestino da Silva, na Rua do Lavradio.[15]

- Dalva de Oliveira e Herivelto Martins moraram na Vila Rui Barbosa, onde hospedaram ainda o cantor Nilo Chagas, parceiro do casal no Trio de Ouro.[3]

- Mário Lago morou na Vila Rui Barbosa, para onde mudou-se enquanto ainda menino.[3]

- Ziraldo mudou-se de sua cidade natal Caratinga, no interior de Minas Gerais, para a Lapa, aos 15 anos, a fim de completar os seus estudos no Rio de Janeiro.[16] Veio morar no apartamento de sua avó,[16] que ficava na Rua Joaquim Silva, no trecho próximo à esquina com a Rua Conde de Lages.[17] Mais tarde, Ziraldo escreveu Viagem de volta: Lapa, uma matéria para o jornal O Pasquim, onde recorda algumas de suas memórias da adolescência vivida no bairro.[18]

- Millôr Fernandes morou na Lapa, de 1938 a 1942.[19]

- Aguinaldo Silva morou na Lapa de 1966 a 1970. Escreveu mais tarde o romance Lábios que beijei, baseado nas suas memórias do tempo em que viveu no bairro.[20]

- João Gilberto costumava frequentar os bares da Lapa durante o primeiro período em que residiu no Rio de Janeiro, entre 1950 e 1955.[21]

Ademais, residiram na Lapa: Jorge Amado; Péricles Maranhão (autor de "O Amigo da Onça"); Lamartine Babo; Orestes Barbosa; Jorge Selarón; etc.

### Emancipação em 2012

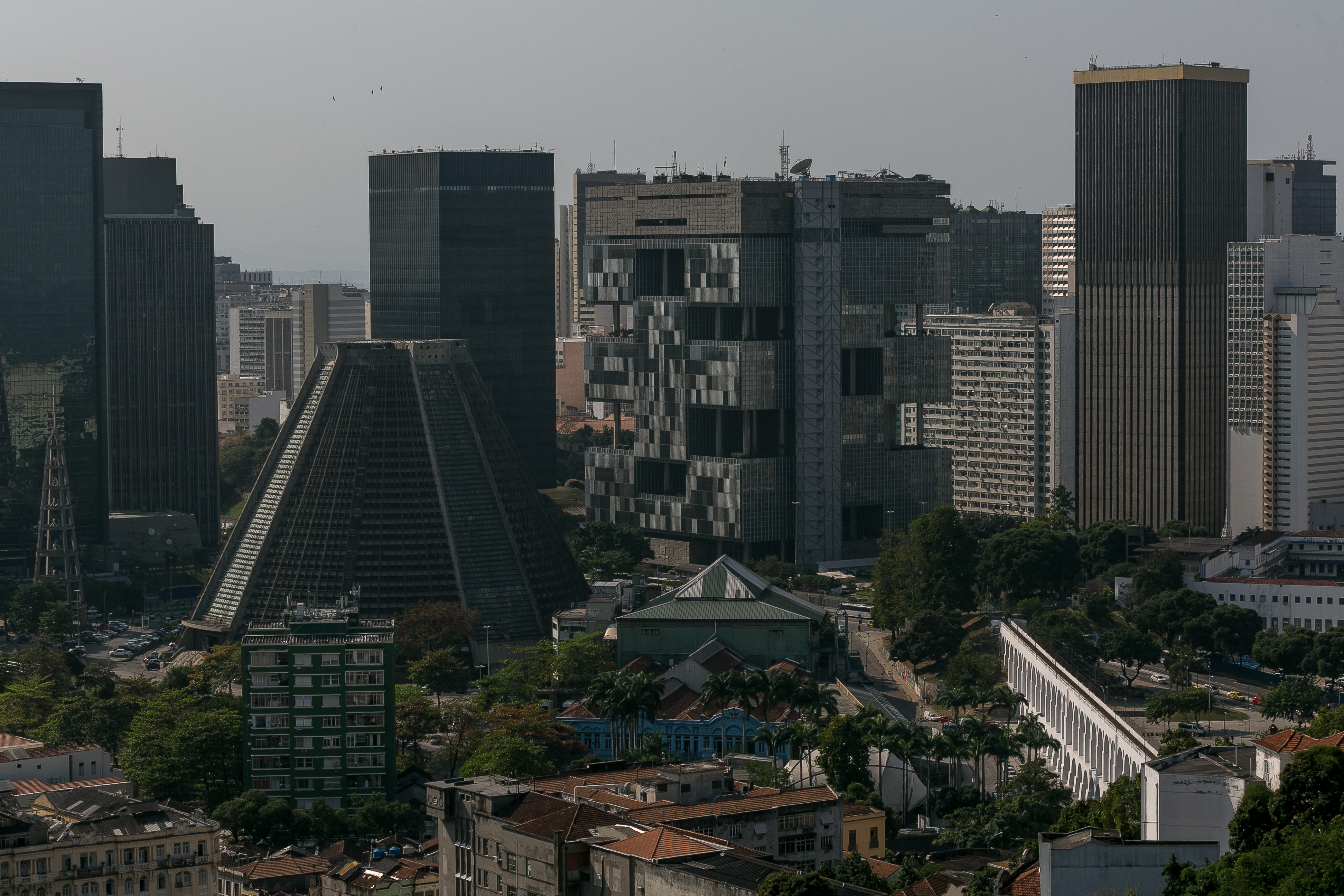
Catedral e Arcos da Lapa

Lei N.º 5.407 de 17 de maio de 2012. Cria o bairro da Lapa, pela subdivisão do bairro de Fátima e do Centro, região administrativa. Autores: Vereadores Dr. Jairinho e Marcelo Arar
Faço saber que a Câmara Municipal decreta e eu sanciono a seguinte Lei:
Art. 1º Fica criado o Bairro da Lapa pela subdivisão do bairro do Centro, área da AP 1 e II Região Administrativa.
Art. 2º O Bairro da Lapa terá os seguintes limites:
- Ruas: Riachuelo, André Cavalcanti, do Rezende, Ubaldino do Amaral, do Senado, dos Inválidos, Lavradio, dos Arcos, da Lapa, da Glória, Conde de Lages, Joaquim Silva, e Evaristo da Veiga.
- Praças: Monsenhor Francisco Pinto, Cardeal Câmara e Largo dos Pracinhas.
- Avenidas: República do Paraguai e Mem de Sá.

Art. 3º Esta Lei entra em vigor na data de sua publicação. Dia 18 de maio de 2012. - Eduardo Paes; Prefeito do Rio de Janeiro desde 2009.

### Mudanças Recentes
Nos últimos tempos, o paisagismo da Lapa sofreu significativas alterações. Onde era o Largo dos Pracinhas (uma praça anexa ao Aqueduto da Carioca), hoje existe o Circo Voador. A rua dos Arcos, que atravessa o aqueduto, era um via ocupada por edificações centenárias, entre elas a Fundição Progresso, que, hoje, é uma casa de shows.
O renascer do bairro como centro de vida noturna, na virada do século XX para o XXI, trouxe o aumento da prostituição nas ruas do bairro. Outros problemas enfrentados pelo bairro atualmente são o comércio ambulante não autorizado, a sujeira, a criminalidade e a falta de preservação de alguns prédios de importância histórica.

## Estrutura

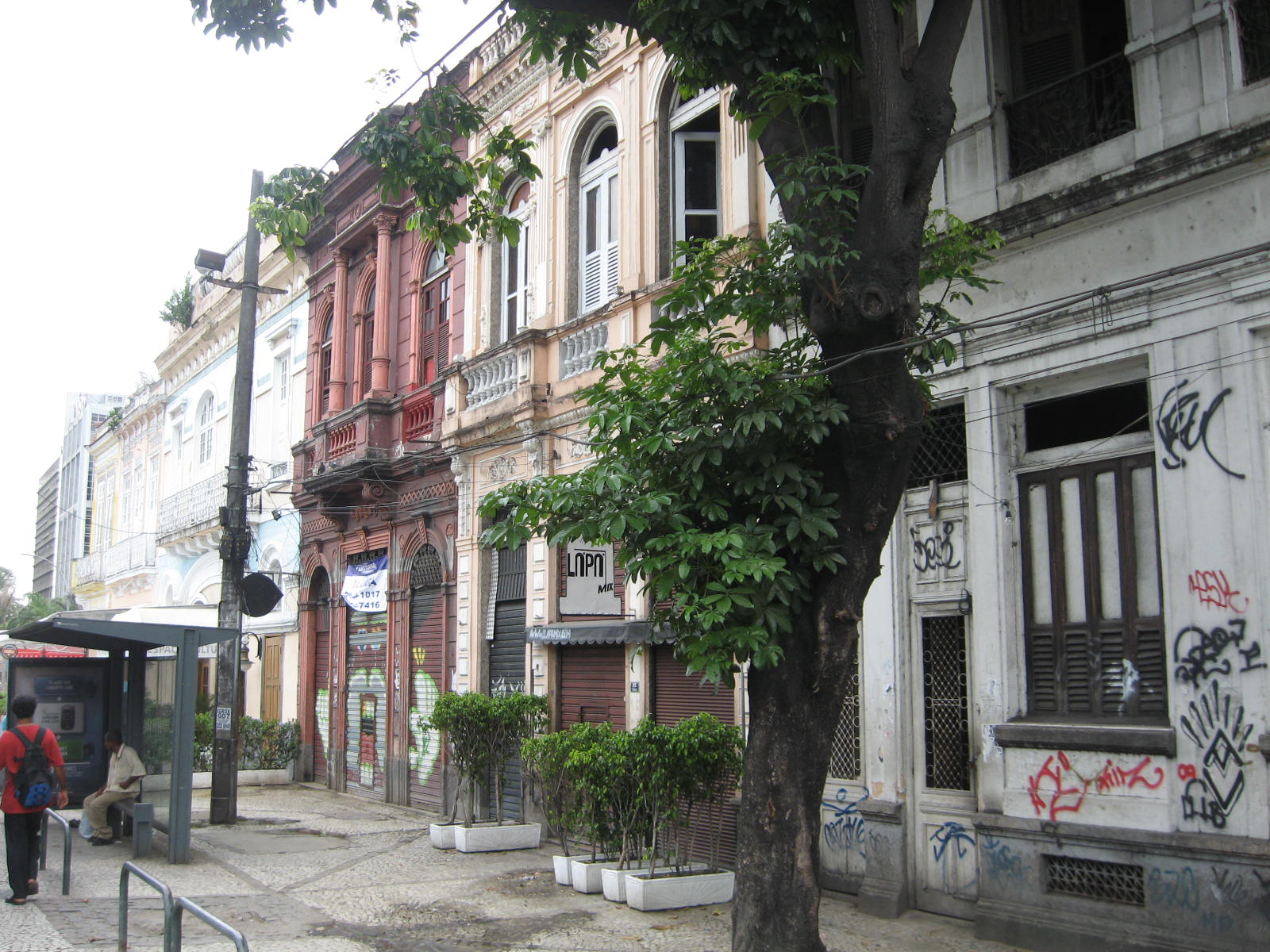
Casarões da Lapa

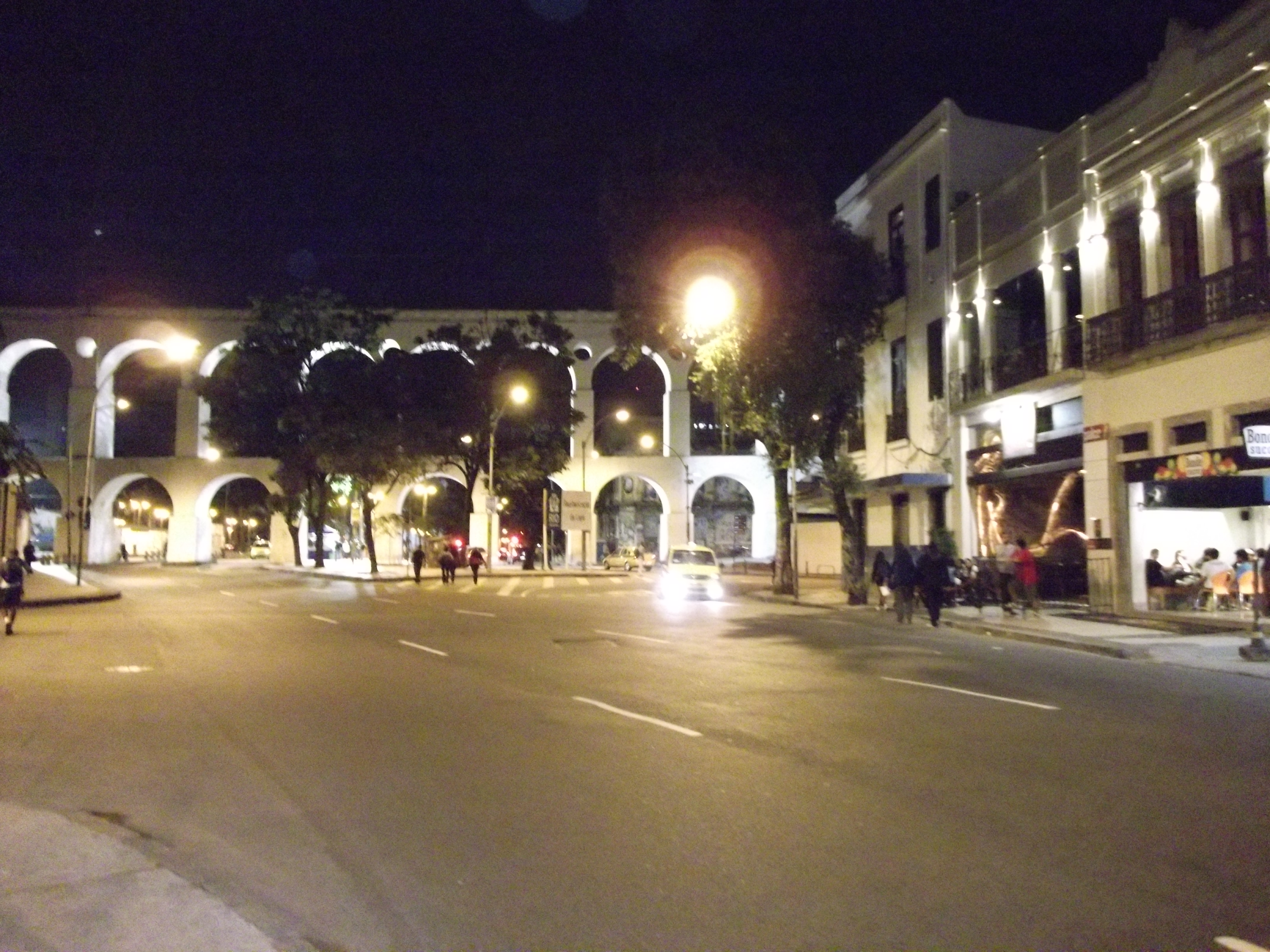
Vista noturna do bairro, com o Aqueduto da Carioca ao fundo

Próximo ao bairro, concentram-se as sedes e prédios administrativos de muitas grandes empresas (Petrobras, Banco Nacional de Desenvolvimento Econômico e Social, Caixa Econômica Federal etc.), bem como inúmeros prédios (arranha-céus) comerciais de elevadíssimo padrão na Avenida República do Chile ("Ventura Corporate Towers", "Rio Metropolitan" etc.). Com o adensamento populacional das demais regiões da cidade, a proximidade da Zona Sul (com a qual faz fronteira pela Glória) e a intensificação do trânsito, começou também a despertar o interesse de moradores das regiões norte, sul e oeste do Rio de Janeiro, ávidos por habitar próximo ao trabalho no Centro, escapando dos congestionamentos. Por essa razão, empreendimentos residenciais lançados na primeira década do século XXI, que ofereceram ampla infraestrutura ou estrutura de apart-hotel ("Viva Lapa", "Cores da Lapa" etc.) esgotaram suas vendas em pleno lançamento, o que deixa clara a demanda reprimida por habitações de padrão elevado no bairro.
Com o andamento de obras de vulto como a da nova sede da Petrobras, Eletrobras, Centro Empresarial da Evaristo da Veiga etc., estima-se que a demanda por residências no bairro torne-se ainda maior, sobretudo por executivos que já vêm adquirindo imóveis no bairro como "pied à terre" (segundo imóvel na região onde se trabalha, para evitar grandes deslocamentos e trânsito durante dias de semana). Na tentativa de resgatar a vocação residencial da região, foi criado o movimento Eu Sou da Lapa. Inspirado na famosa campanha I love NY, que ajudou a revitalizar a cidade estadunidense que estava em decadência na década de 1970, o movimento busca resgatar o orgulho de pertencer ao bairro. Com o apoio do poder público e a adesão da maioria dos estabelecimentos comerciais da Lapa, o Eu Sou da Lapa foi espalhado pela cidade, mas com poucas conquistas efetivas na área de segurança, reinserção da população de rua e combate ao crime, antigas reclamações dos moradores aos poderes públicos.
Outrora famosa por inspirar tipos como Madame Satã e a "Malandragem Carioca" que tanto habitaram as páginas literárias dos autores cariocas, a Lapa é, hoje, ponto de referência absoluta para os amantes da vida noturna. Uma das características marcantes do bairro é a absoluta harmonia com que convivem as mais diversas tribos urbanas. Desde os anos 1950, quando começou a ser chamada de "Montmartre Carioca", a Lapa é palco de encontro de intelectuais, artistas, políticos e, principalmente, do povo carioca, que, ali, se reúne para celebrar o samba, o forró, a música popular brasileira, o choro e, mais recentemente, a música eletrônica, o rap e o rock. Nos últimos anos, a região consolidou-se como o segundo maior destino de turistas estrangeiros na cidade, ficando atrás apenas do bairro de Copacabana. O Passeio Público, a Escola Nacional de Música e a Igreja de Nossa Senhora do Desterro da Lapa são referências para o turista que quer ver uma boa amostra da arquitetura do Rio antigo. Para o público que prefere a música eletrônica e os shows de rock, destacam-se, dentre outros, a Fundição Progresso e o Circo Voador, reinaugurado em 2004.